# Скот Лири
Џон Скот Лири (енгл. John Scott Leary; Шаста, 29. децембар 1881 — Сан Франциско, 1. јул 1958) је био амерички пливач слободним стилом, двоструки освајач олимпијских медаља на Летњим олимпијским играма 1904. Био је члан Пливачког клуба Олимпик из Сан Франциска.
На Олимпијским играма 1904. такмичио се у две дисциплине. У првој на 50 јарди освојио је сребрну, а у другој на 100 јарди бронзану медаљу.
Године 1905. Лири је постао ученик аустралијског селектора Сида Кавила, који му је показао модификовали облик тадашњег слободног пливања, аустралијски краул. Био је први Американац који је напустио стари стил пливања и у току 1905. и 1906. је доминирао америчким пливањем, док и Чарлс Данијелс није прихватио нови стил и повратио своју позицију најбољег пливача Америке у то време.
У Портланду 18. јула 1905, Џон Скот Лири члан Олимпик клуба из Сан Франциска, ушао је у историју светског пливачког спорта, јер је постао први пливач који је пливао 100 метара за 60 секунди..